# Daniela Ortiz
Daniela Ortiz de Zevallos (Cuzco, Perú, 1985) és una artista d'origen peruà que va viure i treballar a Barcelona entre 2007 i 2020. Ha mostrat els seus projectes en festivals i exposicions, individuals o col·lectives, celebrades tant en espais de l'Estat Espanyol com a Perú o Los Angeles. Col·labora habitualment en projectes artístics amb Xosé Quiroga, amb qui gestiona el web Antigonia.
Es va formar com a artista a la Universidad Católica de Perú, estudiant pintura amb Claudia Cuzzi. Durant l'any 2007 va treballar com a assistent de l'artista Olga Engelmann a Lima. Ha participat en seminaris, tallers i classes magistrals de Paul B. Preciado, Rogelio López Cuenca, Santiago Sierra, Rirkrit Tiravanija, Martí Peran, Josep Maria Martí, Raimond Chaves, Alberto Lopez Bargados, Yoshua Okon, Natalia Iguiñiz i Marcelo Expósito. També ha col·laborat en projectes d'altres artistes, com ara Cecilia Podestá o Guillermo Castrillón, ambdues col·laboracions l'any 2005.
La pràctica artística de Daniela Ortiz se centra en temàtiques relatives a la immigració, la idea de nacionalitat, el treball, les diferències entre classes socials i les qüestions de gènere. Va rebre el 2010 una beca de la Sala d'Art Jove per a la publicació del llibre 97 empleades domèstiques. El mateix any, va ser finalista en el Premi Miquel Casablancas d'art contemporani. El 2011 rep la beca Guasch Coranty per al projecte Habitaciones de servicio i guanya el premi Injuve amb 97 empleadas domésticas. L'any 2019 la seva obra va ser objecte d'una exposició retrospectiva a La Virreina Centre de la Imatge a Barcelona.
El 2 d'agost de 2020 Ortiz va anunciar que durant el mes anterior havia abandonat Espanya i retornat al seu país natal durant arran d'una campanya d'assetjament i amenaces.

## Exposicions destacades
Exposicions individuals
- Recursos Humanos, Espai 13 de la Fundació Joan Miró, dintre del cicle expositiu The End Is Where We Come From, comissariat per Karin Campbell la temporada 2011-2012 i amb la participació de Mireia C. Saladrigues, Mariona Moncunill, Alex Reynolds i Mireia Sallarès. En aquesta exposició subvertia les relacions de producció que mantenen les ex-colònies i l'antiga metròpoli en el règim post-colonial. Uns tapissos teixits a mà per dones peruanes analfabetes il·lustraven articles de les Lleis d'Índies del segle xvi i de la Llei d'Estrangeria actual. D'altra banda, es van contractar aturats espanyols perquè destruïssin contra els murs de la sala d'exposicions figures ceràmiques de huacos, caps de fang fets per indígenes peruans. La superposició dels modes de precarietat laboral i les conseqüències extremes dels seus productes manufacturats desemmascaraven a l'Espai 13 les normes no escrites que regeixen el sistema de relacions ciutadanes post-colonials.[6]

- Black round table, Fundació Suñol, Barcelona, 2011.
- Arma Blanca, Sala Muncunill, Terrassa, 2011.
- Àfrica blanca, L'Aparador, Museu Abelló, Mollet del Vallès, 2011
- This Land will never be fertile for having given Birth to Coloniser (Aquesta terra mai serà fèrtil per haver parit a colones), Palau de la Virreina, Barcelona, 23.11.2019 - 16.02.2020. L'exposició ofereix una antologia de 31 projectes realitzats en els últims 10 anys per Daniela Ortiz que exploren la institucionalització de la violència contra els migrants, i la retirada de la custòdia dels fills per motius classistes, patriarcals i racistes.[7]

Exposicions col·lectives
- COLECTIVA, exposició comissariada per Yoshua Okon i Stella Provas a Honor Fraser gallery, Los Angeles, 2011.
- Dependencias Mutuas, comissariada per Esther Moreno per a la Sala Juana Francés de Saragossa, 2011.
- Royal time, Casa Haiku, Barcelona, 2011.